# HD15306
HD15306 є хімічно пекулярною зорею спектрального класу
F5 й має видиму зоряну величину в смузі V приблизно 8,9.